# Nauzon
Le Nauzon (également appelé ruisseau de l'Étang de l'Étourneau dans sa partie amont) est un ruisseau du sud-ouest de la France, affluent du Trieux, donc sous-affluent de la Charente. Il arrose les départements de la Haute-Vienne et de la  Dordogne.

## Géographie
Le ruisseau de l'Étang de l'Étourneau nait au sortir d'un étang en Haute-Vienne, vers 345 mètres d'altitude, tout au sud de la commune de Saint-Mathieu, en forêt de Puy Haut, à proximité de la route départementale 67.
Son cours prend d'abord la direction du nord-ouest. Après avoir reçu sur sa gauche son principal affluent, le ruisseau de l'Étang Neuf, il prend le nom de Nauzon. Le cours oblique alors vers l'ouest et marque sur ses sept derniers kilomètres la limite entre Haute-Vienne au nord et Dordogne au sud.
Il conflue avec le Trieux en rive droite, vers 185 mètres d'altitude, près du moulin de Leymeronie, entre les communes de Maisonnais-sur-Tardoire et Champniers-et-Reilhac.
Sa longueur est de 11,6 km pour un bassin versant de 29 km2.

### Affluents
Parmi les six affluents du Nauzon répertoriés par le Sandre, les deux plus longs sont : 
- le ruisseau de l'Étang Neuf, 4,2 km[3], en rive gauche,
- la Samaritaine, 3,4 km[4], en rive droite.

### Départements, communes et cantons traversés
Le Nauzon arrose deux départements et trois communes, réparties sur deux cantons :
- Haute-Vienne
  - Canton de Saint-Mathieu
    - Saint-Mathieu (source)
    - Maisonnais-sur-Tardoire (confluence)

- Dordogne.
  - Canton de Bussière-Badil
    - Champniers-et-Reilhac (confluence)

## Monuments ou sites remarquables à proximité
- L'église Saint-Paul de Reilhac, romane du XIIe siècle[6].

## Galerie

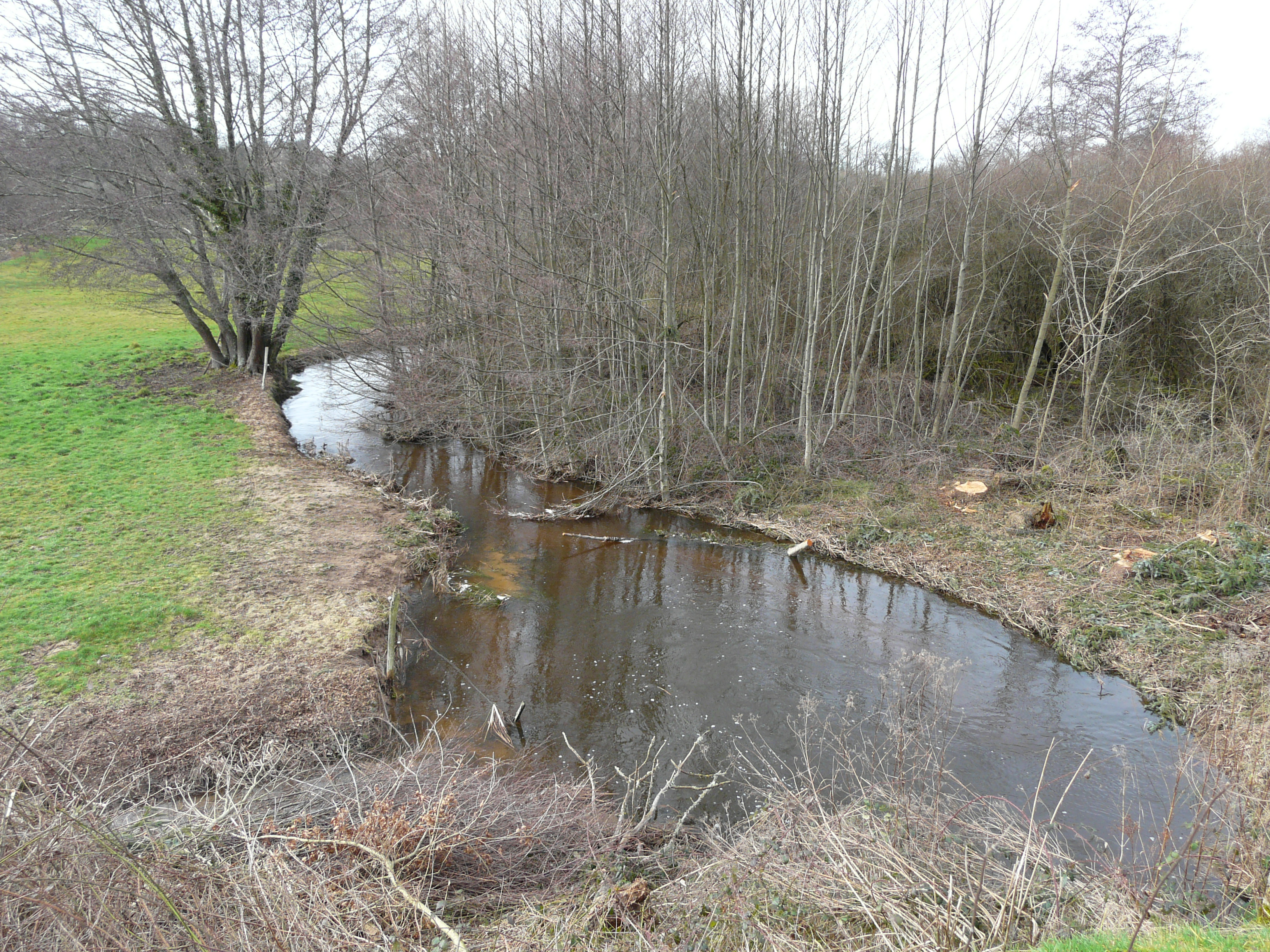
Le ruisseau de l'Étang de l'Étourneau en limites de Champniers-et-Reilhac et de Saint-Mathieu.
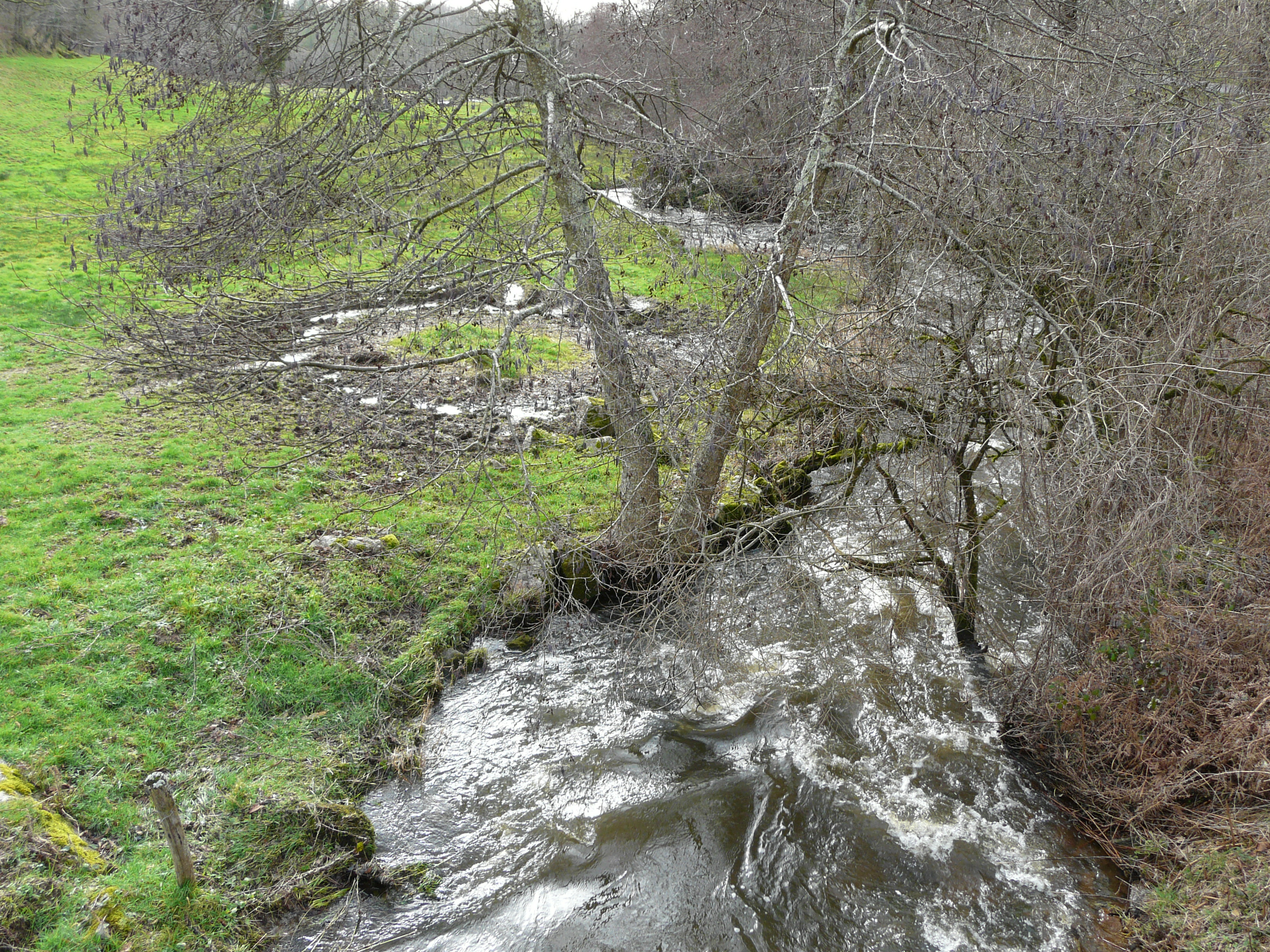
Le Nauzon en limites de Champniers-et-Reilhac et de Maisonnais-sur-Tardoire.